# Ptilona malaisei
Ptilona malaisei är en tvåvingeart som beskrevs av Erich Martin Hering 1938. Ptilona malaisei ingår i släktet Ptilona och familjen borrflugor.
Artens utbredningsområde är Myanmar. Inga underarter finns listade i Catalogue of Life.